# Focus (jeu)
Pour les articles homonymes, voir Focus.
Focus est un jeu de société créé par Sid Sackson et publié pour la première fois en 1963 par 3M.
Le jeu a été réédité plusieurs fois, sous le même nom ou sous celui de Domination ou de Dominio. Focus a été récompensé en 1981 par le Spiel des Jahres. Le jeu est décrit par Sid Sackson dans son livre A Gamut of Games.
Une partie oppose de 2 à 4 joueurs pour une durée approximative de 30 minutes.

## Principe du jeu
Les règles sont une évolution de celles du laska.
Les joueurs déplacent des piles d'une à cinq pièces sur un tablier de jeu.
Une pile peut se déplacer d'autant de cases qu'elle comporte de pièces. Les joueurs ne peuvent déplacer une pile que si la pièce au sommet leur appartient. Quand une pile termine sa course sur une autre pile, les deux piles fusionnent ; si la nouvelle pile comporte plus de cinq pièces, on retire les pièces depuis le bas de la pile jusqu'à la réduire à une hauteur de cinq. Le joueur récupère parmi ces pièces retirées les siennes propres qu'il pourra replacer ultérieurement sur le jeu. Par contre, les pièces appartenant aux adversaires sont définitivement capturées.

### Fin de partie
Le dernier joueur qui peut encore déplacer une pile gagne la partie.

## Récompense
- Spiel des Jahres  1981
- Essener Feder  1981